# Marielle Goitschel
Marielle Goitschel, francoska alpska smučarka, * 28. september 1945, Sainte-Maxime, Francija.
Marielle Goitschel je ena najuspešnejših alpskih smučark v zgodovini športa. Na zimskih olimpijskih igrah v letih 1964 in 1968 je osvojila naslova olimpijske prvakinje v slalomu in veleslalomu ter naslov podprvakinje v slalomu. Na svetovnih prvenstvih je z devetimi naslovi prvakinje in enajstimi medaljami druga najuspešnejša alpska smučarka za Christl Cranz. Dosegla je tudi sedem zmag v svetovnem pokalu ter dva mala kristalna globusa v slalomu in enega v veleslalomu. 
Tudi njena sestra Christine je bila alpska smučarka.